# Shoyna
Shoyna (en ruso: Шо́йна) es una localidad de Nenetsia, en Rusia. Se encuentra al oeste de la península de Kanín, siendo bañanada por el mar Blanco y servida por el Aeródromo de Shoyna.
Según el censo de octubre de 2010, Shoyna poseía unos trescientos habitantes que poblaban el asentamiento rural, aunque al ser cabeza del municipio de Shoyna también se incorporaron la población asentada en el resto de la península. La costa oeste de Kanín está formada por la Bahía de Mezén, que alberga las localidades de Nes y de Mezén, la primera perteneciente al Distrito Autónomo de Nenetsia y la segunda gobernada directamente por el Óblast de Arcángel.

## Clima
| Parámetros climáticos promedio de Shoyna (1991-2020) | Parámetros climáticos promedio de Shoyna (1991-2020) | Parámetros climáticos promedio de Shoyna (1991-2020) | Parámetros climáticos promedio de Shoyna (1991-2020) | Parámetros climáticos promedio de Shoyna (1991-2020) | Parámetros climáticos promedio de Shoyna (1991-2020) | Parámetros climáticos promedio de Shoyna (1991-2020) | Parámetros climáticos promedio de Shoyna (1991-2020) | Parámetros climáticos promedio de Shoyna (1991-2020) | Parámetros climáticos promedio de Shoyna (1991-2020) | Parámetros climáticos promedio de Shoyna (1991-2020) | Parámetros climáticos promedio de Shoyna (1991-2020) | Parámetros climáticos promedio de Shoyna (1991-2020) | Parámetros climáticos promedio de Shoyna (1991-2020) |
| Mes                                                  | Ene.                                                 | Feb.                                                 | Mar.                                                 | Abr.                                                 | May.                                                 | Jun.                                                 | Jul.                                                 | Ago.                                                 | Sep.                                                 | Oct.                                                 | Nov.                                                 | Dic.                                                 | Anual                                                |
| ---------------------------------------------------- | ---------------------------------------------------- | ---------------------------------------------------- | ---------------------------------------------------- | ---------------------------------------------------- | ---------------------------------------------------- | ---------------------------------------------------- | ---------------------------------------------------- | ---------------------------------------------------- | ---------------------------------------------------- | ---------------------------------------------------- | ---------------------------------------------------- | ---------------------------------------------------- | ---------------------------------------------------- |
| Temp. máx. abs. (°C)                                 | 3.0                                                  | 3.2                                                  | 3.4                                                  | 9.5                                                  | 21.7                                                 | 30.0                                                 | 32.1                                                 | 28.1                                                 | 21.0                                                 | 12.1                                                 | 7.2                                                  | 3.7                                                  | 32.1                                                 |
| Temp. máx. media (°C)                                | -7.4                                                 | -7.8                                                 | -5.0                                                 | -1.2                                                 | 3.8                                                  | 11.6                                                 | 16.0                                                 | 13.6                                                 | 9.7                                                  | 4.0                                                  | -0.9                                                 | -4.0                                                 | 2.7                                                  |
| Temp. media (°C)                                     | -11.1                                                | -11.3                                                | -8.6                                                 | -4.1                                                 | 1.0                                                  | 7.2                                                  | 11.7                                                 | 10.4                                                 | 7.3                                                  | 2.1                                                  | -3.4                                                 | -7.0                                                 | -0.5                                                 |
| Temp. mín. media (°C)                                | -15.5                                                | -15.6                                                | -12.8                                                | -7.6                                                 | -1.4                                                 | 4.2                                                  | 8.2                                                  | 7.7                                                  | 5.0                                                  | -0.1                                                 | -6.4                                                 | -10.8                                                | -3.8                                                 |
| Temp. mín. abs. (°C)                                 | -39.3                                                | -40.2                                                | -34.3                                                | -28.6                                                | -18.8                                                | -4.6                                                 | -1.1                                                 | -0.4                                                 | -5.6                                                 | -19.2                                                | -32.4                                                | -35.5                                                | -40.2                                                |
| Precipitación total (mm)                             | 28                                                   | 24                                                   | 26                                                   | 22                                                   | 30                                                   | 35                                                   | 36                                                   | 49                                                   | 49                                                   | 55                                                   | 35                                                   | 30                                                   | 419                                                  |
| Fuente: Погода и климат                              |                                                      |                                                      |                                                      |                                                      |                                                      |                                                      |                                                      |                                                      |                                                      |                                                      |                                                      |                                                      |                                                      |